# Premosello-Chiovenda
Premosello-Chiovenda ist eine italienische Gemeinde in der Provinz Verbano-Cusio-Ossola (VB) in der Region Piemont, an der Simplon-Eisenbahnstrecke Domodossola–Mailand.

## Lage und Einwohner
Premosello-Chiovenda liegt 23 km nordwestlich von der Provinzhauptstadt Verbania und 17 km südlich von Domodossola entfernt. Das Gemeindegebiet umfasst eine Fläche von 34 km² und hat 1846 Einwohner (Stand am 31. Dezember 2023). Zu Premosello-Chiovenda gehören die Fraktionen Colloro und Cuzzago. Ein Teil des Territoriums befindet sich im Val-Grande-Nationalpark. 
Die Nachbargemeinden sind Anzola d’Ossola, Beura-Cardezza, Cossogno, Mergozzo, Ornavasso, Pieve Vergonte, San Bernardino Verbano, Trontano und Vogogna. 

## Geschichte

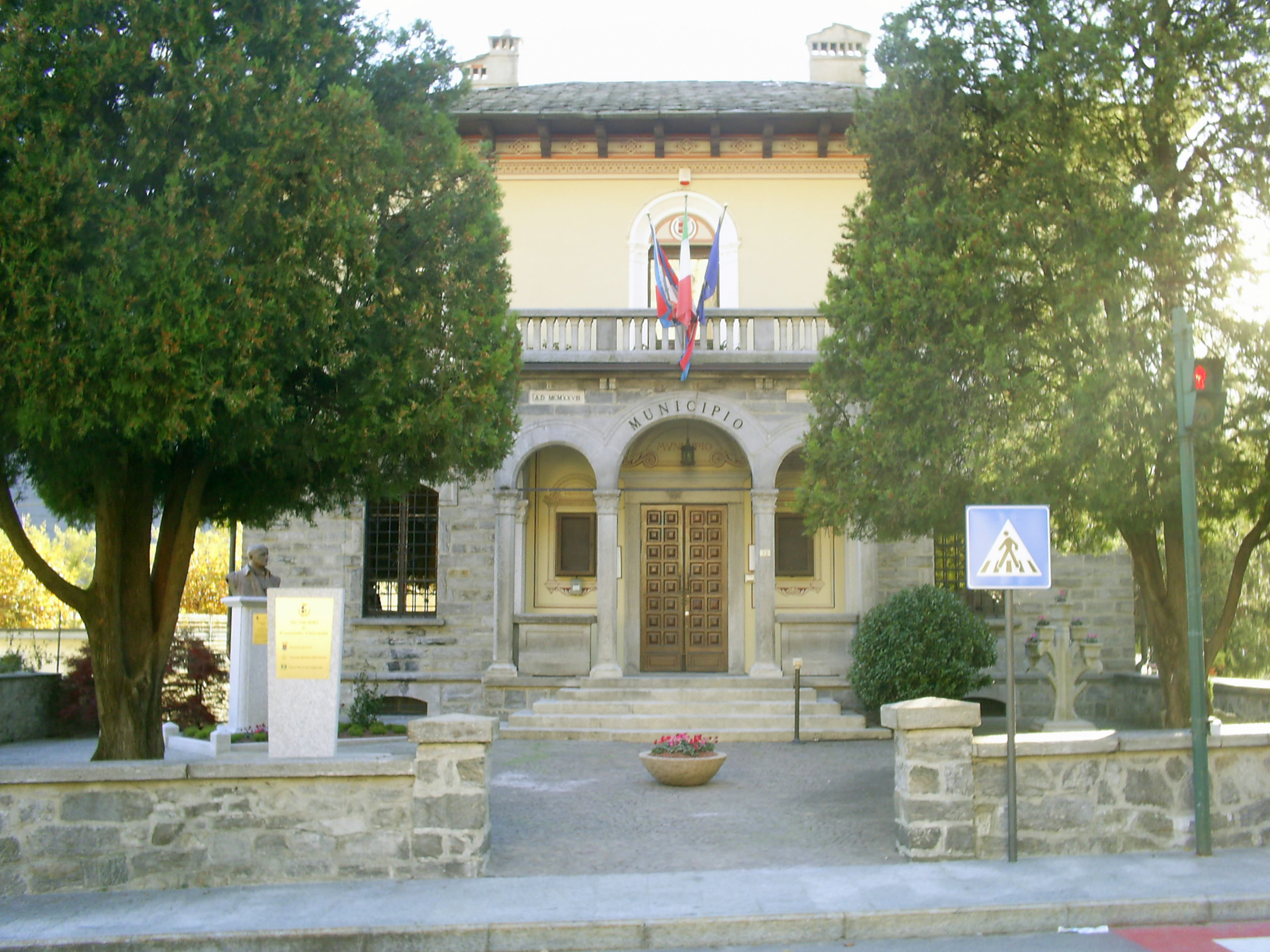
Gemeindehaus (Municipio) Premosello-Chiovenda

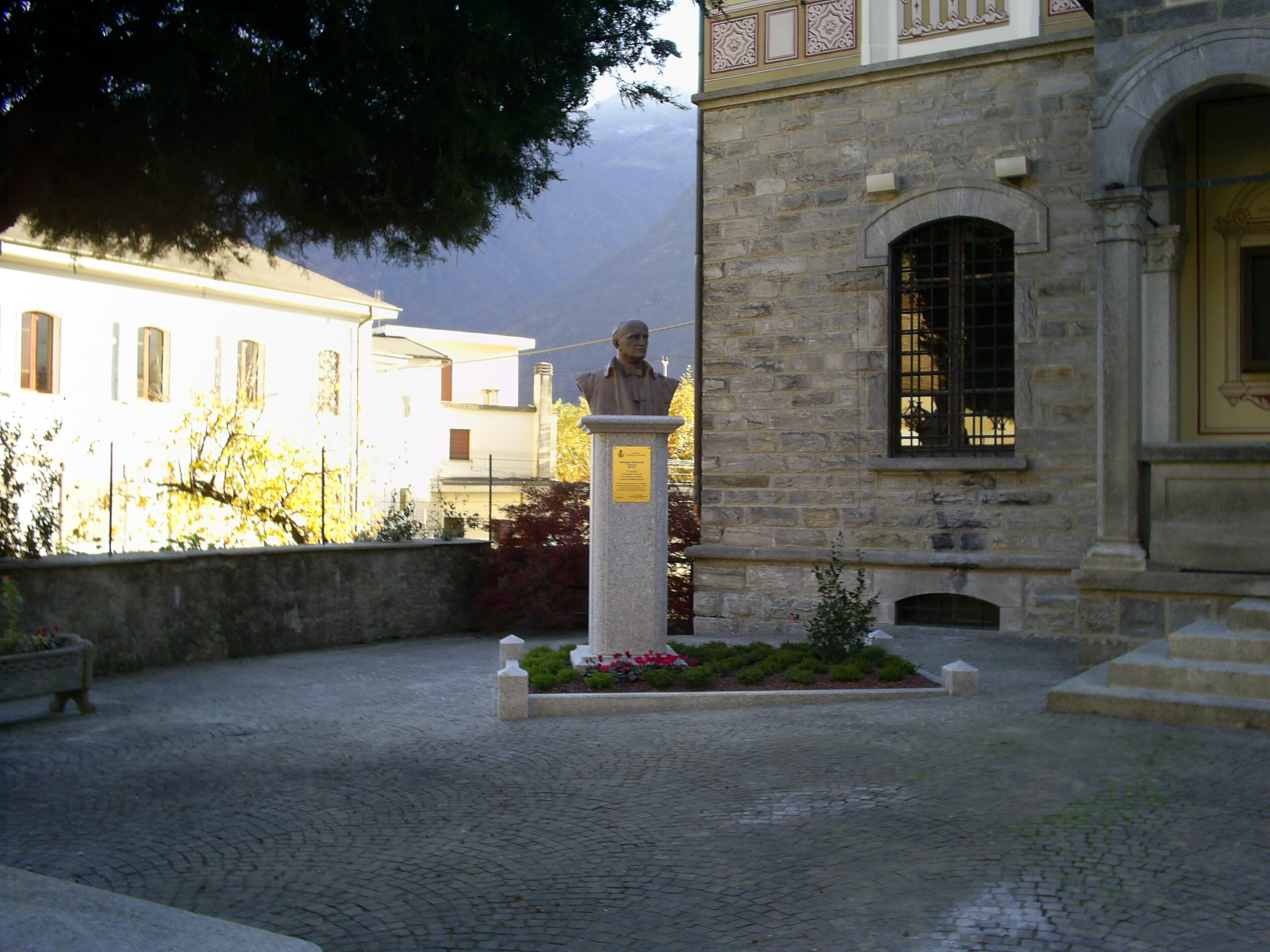
Erinnerungsdenkmal Giuseppe Chiovenda

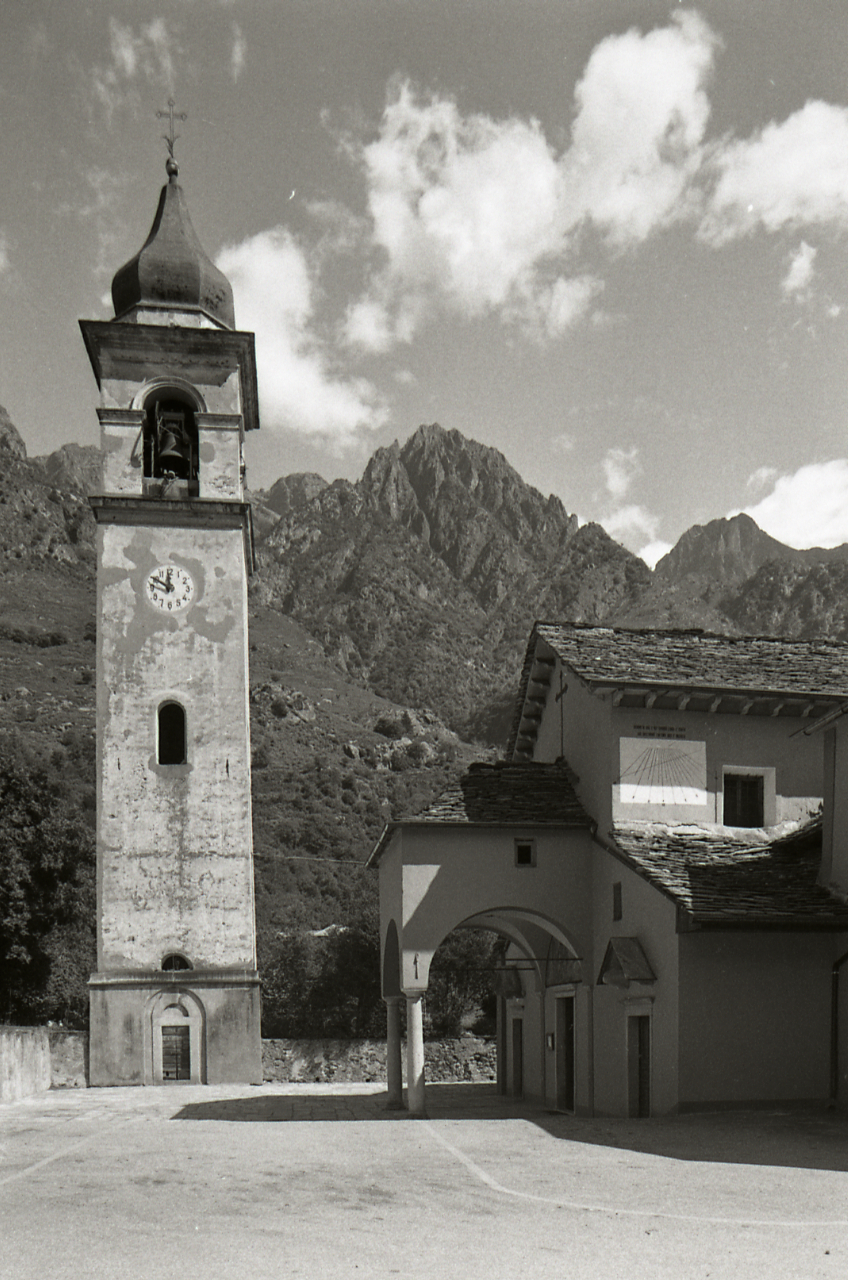
Kirche San Martino in Cuzzago

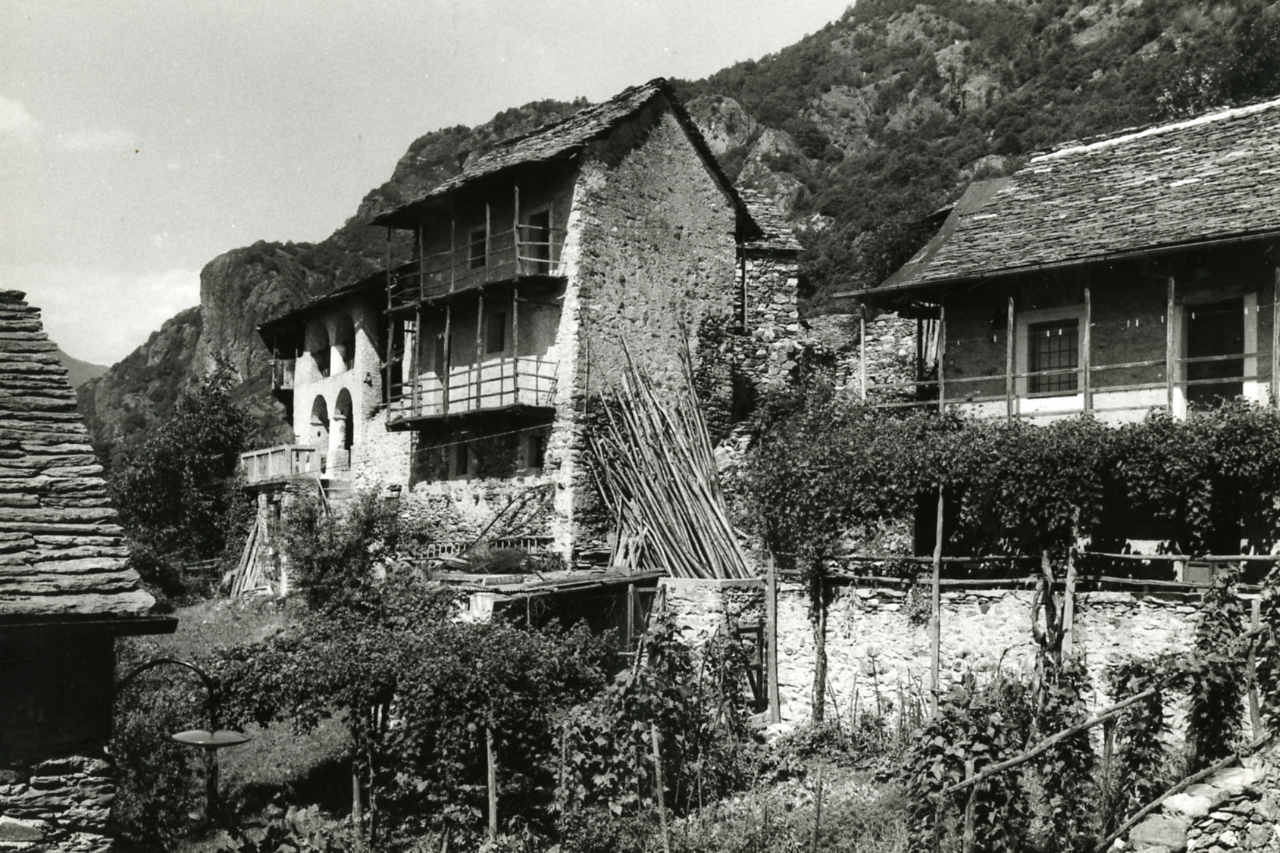
Bauernhäuser in Colloro

Der historische Name Premosello wurde 1959 zu Premosello-Chiovenda in Erinnerung an den Juristen Giuseppe Chiovenda (Premosello, 1872–1937) erweitert.
Am 29. August 1944 führte eine Vergeltungsaktion der deutschen Truppen zur Ermordung von fünf Menschen (Partisane).

## Wirtschaft
Als eine der ganz wenigen italienischen Gemeinden verfügt Premosello-Chiovenda über eine lokale, autonome Elektrizitätsversorgung. Das Elektrizitätswerk (Pro-Colloro) geht auf 1929 zurück und wird als Stiftung geführt.

## Verkehr
Der Bahnhof von Premosello-Chiovenda hat eine regionale Bedeutung (wie derjenige von Vogogna) als Umsteigeort zwischen den Strecken Domodossola – Mailand und Domodossola – Omegna – Novara.

## Sehenswürdigkeiten
- Pfarrkirche Maria Vergine Assunta, Oratorium Sant’Agostino und Oratorium Sant’Anna in Premosello.
- Kirche Madonna dello Scopello im Ortel Cuzzago.
- Kirche San Martino bewahrt Statuen des Bildhauers Giovanni Angelo Del Maino (* um 1470 in Mailand; † um 1536 ebenda).
- Oratorium San Gottardo in der Fraktion Colloro erbaut im 16. Jahrhundert.
- Oratorium San Bernardoa im Ortsteil Capraga.

## Söhne und Töchter der Stadt
- Giuseppe Chiovenda (1873–1937), italienischer Jurist, der die Erneuerung des italienischen Zivilprozessrechtes prägte und Professor an der Universität Rom war. Sein Denkmal steht neben dem Gemeindehaus (Palazzo Comunale).
- Giampaolo Cheula (* 1979), Radsportler.